# Baned
Baned fou capital del principat de Suket, i avui una vila de l'estat d'Himachal Pradesh a l'Índia31° 30′ N, 76° 56′ E / 31.500°N,76.933°E. El 1901 tenia 2.237 habitants.
Fou fundada pel raja Gahrur Sen (1721-1748), que la va convertir en capital en lloc de Kartapur.